# Turbulator
Ein Turbulator oder Turbulenz- oder Vortexgenerator bezeichnet in der Aerodynamik eine kleine künstlich aufgebrachte Oberflächenstörung, die eine laminare Grenzschicht in eine turbulente überführt, um einen drohenden Strömungsabriss hinauszuzögern. Sie sind zumeist auf der Tragflächenoberseite von kleineren Flugzeugen zu finden.

## Effekt

Geschwindigkeitsprofil über einer umströmten Fläche. Die Pfeile geben die Ausdehnung der Grenzschicht an, innerhalb derer die Luft beschleunigt wird. Mit Turbulatoren ist die Grenzschicht deutlich dicker als ohne.

Der Strömungswiderstand eines Körpers mit laminarer Grenzschicht ist geringer als in einer turbulenten – zunächst eine erwünschte Eigenschaft. Beispielsweise werden glatte Tragflächen kleiner Flugzeuge laminar umströmt.
Mit Zunahme des Anstellwinkels erhöhen sich die Druckgradienten an der Tragfläche. Sie führen zu einem Strömungsabriss und plötzlicher Abnahme des Auftriebs.
Wie die Grafik zeigt, ist die Dicke der turbulenten Grenzschicht größer als die einer laminaren (Pfeile), die Strömungsgeschwindigkeit nimmt jedoch mit wachsendem Abstand schneller zu. Die höhere kinetische Energie macht die Strömung unempfindlicher gegen die Ablösung von der Flügelfläche.
Turbulatoren sind kleine künstlich aufgebrachte Oberflächenstörungen. Sie erzeugen Verwirbelungen und überführen eine laminare Grenzschichtströmung in eine turbulente. Die Strömungsablösung wird verzögert.
Turbulatoren bestehen aus querlaufenden Schienen, kleinen vertikalen Blechen oder Bohrungen. Eine weitere Möglichkeit, die Grenzschichtströmung zum Umschlagen zu bringen, ist der Ausblasturbulator. Das ist eine Reihe von feinen Bohrungen, durch die Luft quer zur Strömungsrichtung in die Grenzschicht eingeblasen wird.
Eingesetzt werden Turbulatoren beispielsweise vor Querrudern von Segelflugzeugen und bei Windkraftanlagen.
Mit Hilfe von flächenintegrierten Biegeaktoren auf Formgedächtnislegierungsbasis sind mittlerweile sogar adaptive Turbulatoren möglich.

## Weitere Möglichkeiten
Neben Vortexgeneratoren bestehen weitere Möglichkeiten, die Strömung über der Tragfläche bzw. der Außenhaut zu stabilisieren:
- Sägezahn (Aerodynamik)
- Grenzschichtzaun
- Absaugen/Ausblasen der Grenzschicht
- Strake
- Canardflügel

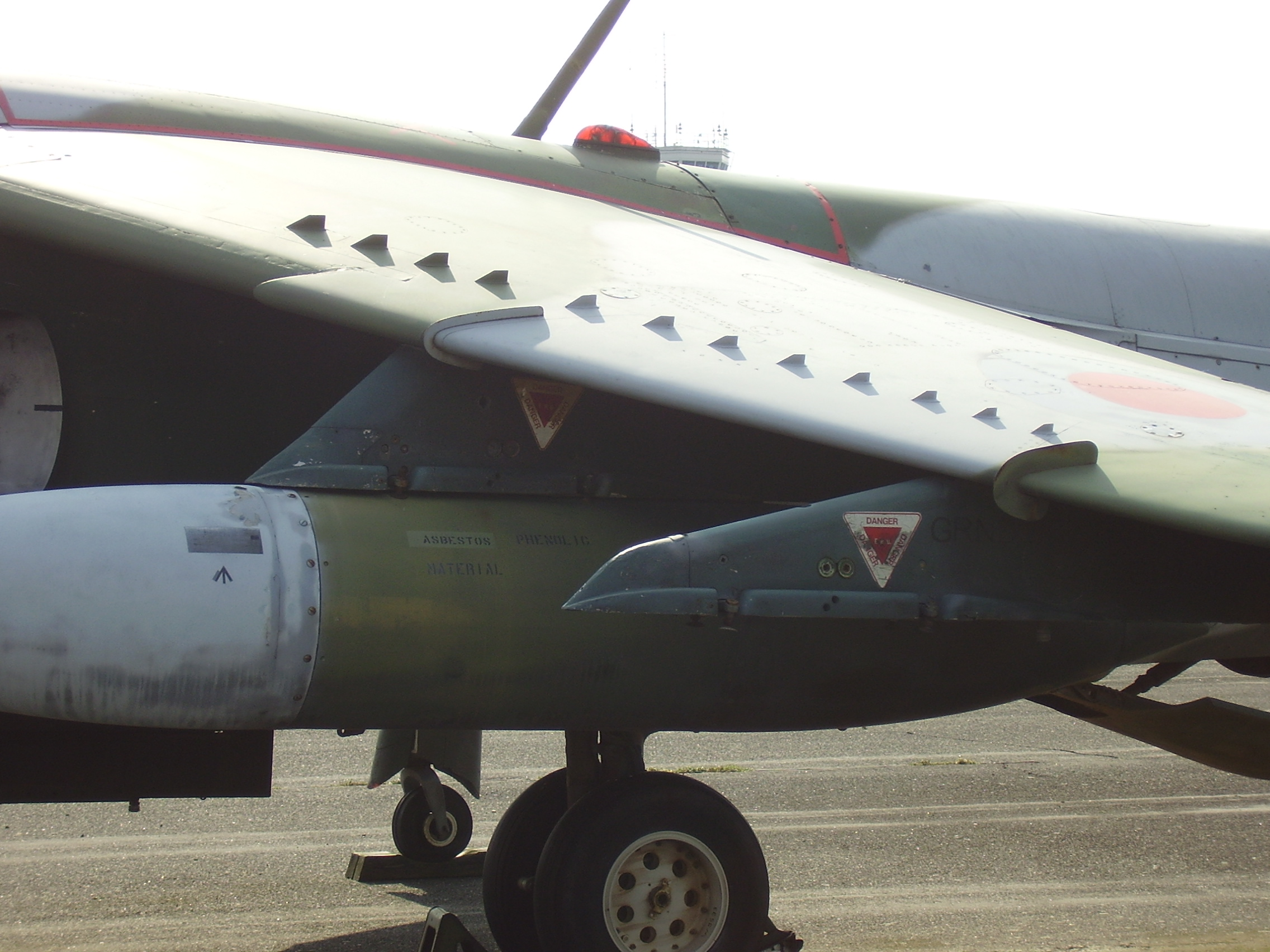
Vortexgenerator beim BAE Harrier
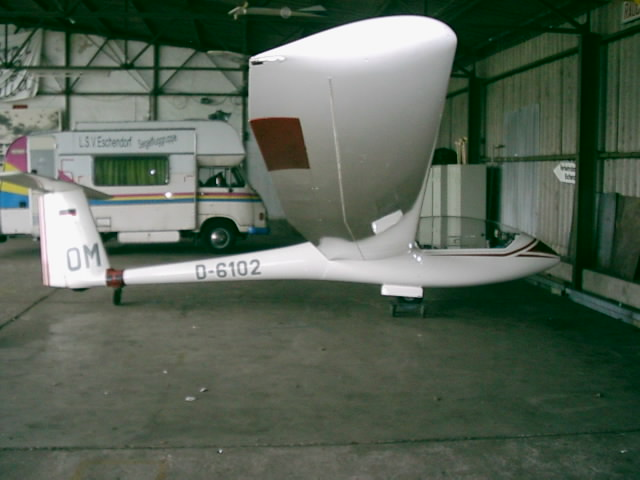
Astir CS mit Zackenband an der Flügelunterseite
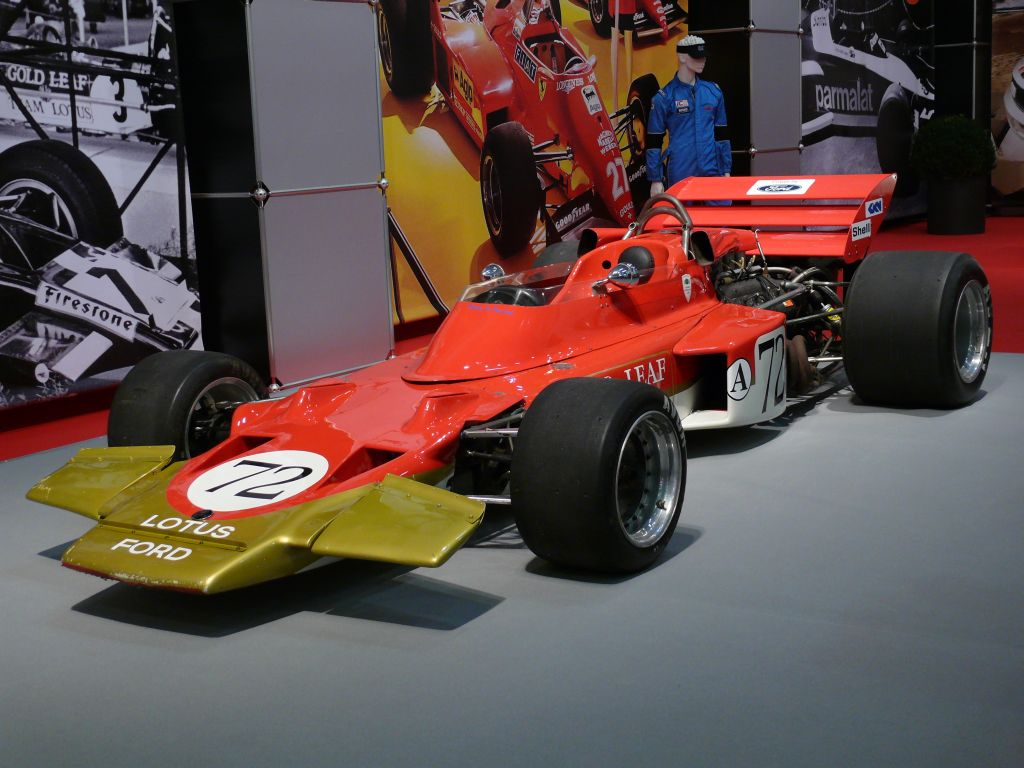
Turbulator in Form eines Blechwinkels auf der Nase eines Rennwagens von 1970
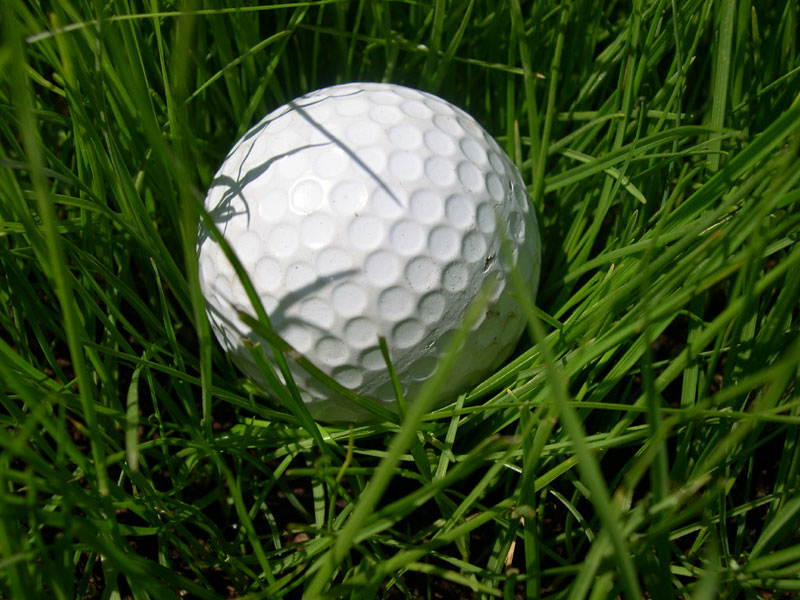
Dimples auf einem Golfball.
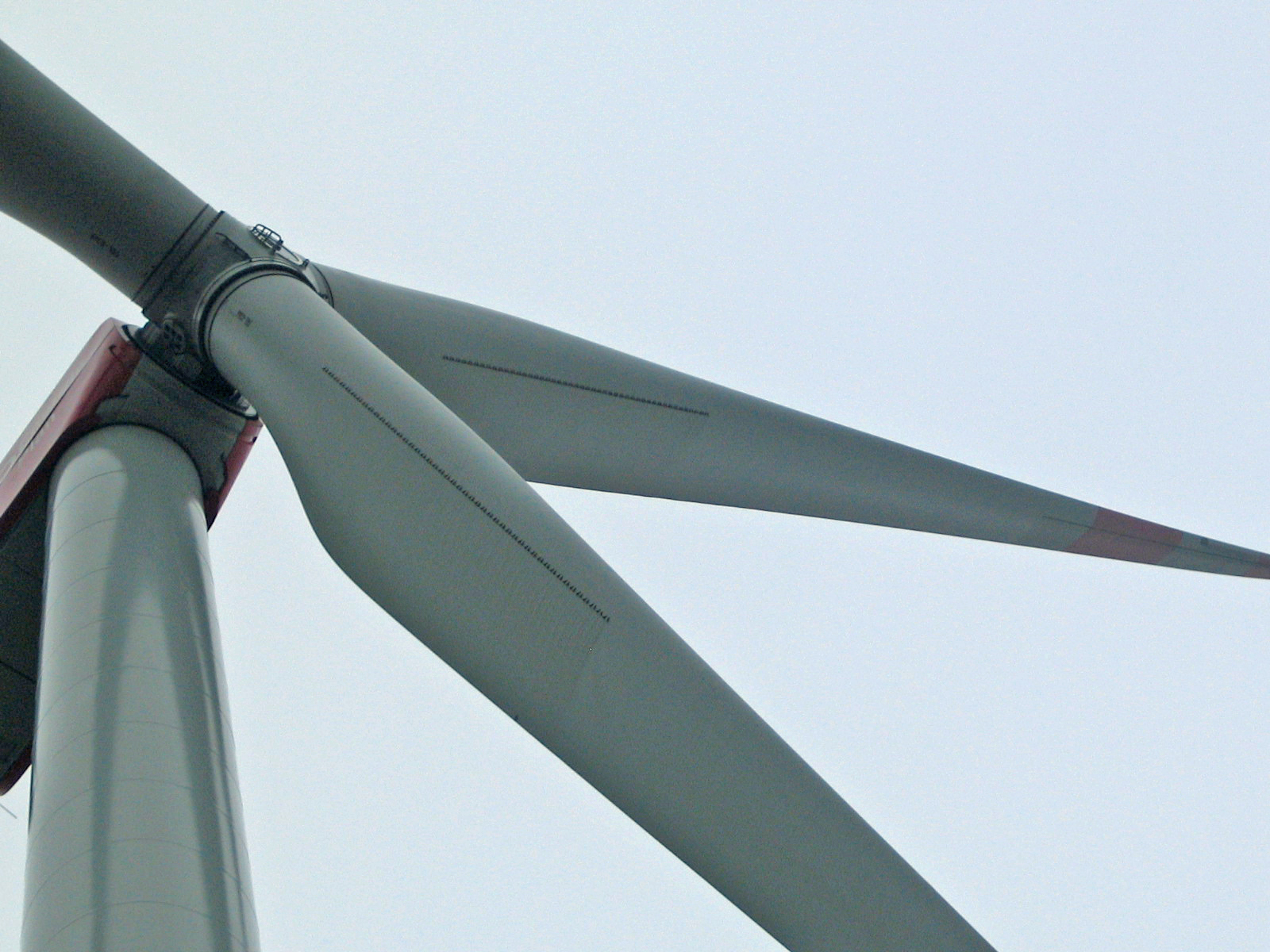
Vortexgeneratoren an den Rotorblättern einer Nordex N117 Windkraftanlage